# Arvid Kappas
Arvid Kappas (* 16. Juni 1962 in Gießen, Hessen) ist ein deutscher Psychologe und Professor an der Constructor University in Bremen.

## Leben und Werk
Kappas nahm im Wintersemester 1980 das Studium der Psychologie an der Justus-Liebig-Universität Gießen auf und schloss es 1986 mit dem Diplom ab. Promoviert (PhD) wurde er 1989 am Dartmouth College in New Hampshire, USA. Nach Dozenturen an der kanadischen Université Laval und der britischen University of Hull wurde er 2003 zum Professor an der International University, heute Constructor University, in Bremen berufen.
Kappas ist ein international anerkannter Experte der Psychologie der Emotionen. Auf der Konferenz der International Society for Research on Emotion (ISRE)  im August 2013 wurde er in Berkeley zu ihrem Präsidenten für die folgenden zwei Jahre gewählt. Im Juli 2015 wurde er bei der Konferenz der ISRE in Genf für zwei weitere Jahre – bis 2017 – wiedergewählt.
Professor Kappas ist einer von 64 Autoren eines Nature Human Behavior Artikels mit dem Titel The Rise of Affectivism. Die Autoren zeigen, dass Emotionen oder andere affektive Prozesse in vielen wissenschaftlichen Disziplinen seit der Jahrtausendwende eine verstärkte Bedeutung gewonnen haben und argumentieren, dass wir in einer Ära des Affektivismus sind.

## Schriften (Auswahl)
- Calvo, R.A. / D’Mello, S.K. / Gratch, J. / Kappas, A. (Eds.): The Oxford handbook of affective computing. Oxford University Press, Oxford / New York 2015.
- Kappas, A. / Krämer, N.C. (Eds.): Face-to-face communication over the Internet: Emotions in a web of culture, language, and technology. Cambridge University Press, Cambridge 2011.
- Kappas, A. / Krumhuber, E. / Küster, D.: Facial behavior. In J. A. Hall / M. L. Knapp (Eds.): Nonverbal Communication. de Gruyter, Berlin / New York 2013, S. 131–166.
- Kappas, A.: Social regulation of emotion: messy layers. In: Frontiers in Psychology, Band 4, 2013[4]